# Trinidad Jiménez
Trinidad Jiménez,  (Málaga 4. lipnja 1962.), španjolska je političarka i član Španjolske socijalističke radničke stranke (PSOE). Obnašala je dužnost ministra Zdravlja 2009. – 2010. i bila je ministrica vanjskih poslova Španjolske u vladi Joséa Zapatera 2010. – 2011.
Diplomirala je pravo na madridskom sveučilištu i bila je državna tajnica pri španjolskom ministarstvu vanjskih poslova 2006. – 2009. Bila je izabrana u španjolski poslanički dom kao i u 
Cortes Generales, 2008. godine.
| Prethodnik:            | Ministar vanjskih poslova Španjolske 2010. — 2011. | Nasljednik:             |
| Miguel Ángel Moratinos | Ministar vanjskih poslova Španjolske 2010. — 2011. | José Manuel G. Margallo |